# Tema e rema
In linguistica pragmatica, la coppia di termini "tema" e "rema" (rispettivamente dal greco antico θῆμα?, thêma, "ciò che viene posto" e ῥῆμα, rhêma, "parola") serve a distinguere, nel contesto di un enunciato, ciò di cui si parla (tema) da quanto su di esso viene detto (rema). In altre parole, il tema è la parte del messaggio che salda l'enunciato al contesto extralinguistico, al cotesto linguistico o all'universo di nozioni comune agli interlocutori, mentre il rema è l'effettivo contenuto dell'asserzione. Sulla base di questa distinzione, si identifica e analizza quella che si suole definire "struttura tematica" dell'enunciato.
Sinonimi assai diffusi di "tema" e "rema" sono rispettivamente i termini di lingua inglese topic (ingl. «argomento») e comment («commento»). Il rema è anche detto focus.
Tema e rema sono nozioni di carattere generale, comuni a tutte le lingue.

## Il tema come "soggetto psicologico"
Tradizionalmente, la categoria "soggetto" viene intesa in tre sensi diversi:
- il soggetto grammaticale, cioè la parola che, in una frase, impone al predicato, in parte o per intero, l'informazione morfemica che lo caratterizza (ad esempio, numero, persona, genere ecc.);
- il soggetto "logico", che individua "colui che compie l'azione";
- il soggetto "psicologico", cioè gli elementi dell'enunciato che il mittente "ha in mente" nel momento in cui parla, quindi anche "ciò di cui si parla".

Gli esempi che seguono mostrano come questi diversi significati di soggetto possono rapportarsi nel contesto di un enunciato:
Silvia studia la matematica.
Silvia è insieme soggetto grammaticale, logico e psicologico.
La matematica, Silvia la studia.
Silvia è soggetto grammaticale e logico, ma il soggetto psicologico è la matematica.
Questo regalo, io l'ho ricevuto da Luigi.
In questa ultima frase, questo regalo è il soggetto psicologico, io è il soggetto grammaticale, mentre Luigi, autore del regalo, è il soggetto logico.
Il tema corrisponde all'idea sottesa al termine "soggetto psicologico": nella progettazione dell'enunciato, chi lo emette colloca un punto di partenza, cui corrisponde una "preminenza enunciativa". Nell'ultima frase, questo regalo viene segnalato come "argomento" dell'enunciato, e il rema è, come detto, ciò che si dice intorno all'argomento così segnalato.
La seconda frase può quindi essere analizzata secondo la propria struttura tematica:
La matematica [TEMA], Silvia la studia [REMA].
Si noterà che, in termini di struttura tematica, l'analisi supera i confini di sintagma: il rema dell'enunciato, infatti, contiene in questo caso un sintagma nominale ("Silvia") e un sintagma verbale ("la studia").

## Tematizzazioni e rematizzazioni
Per "tematizzazione" (o "topicalizzazione") si intende la messa in rilievo del tema, mentre la "rematizzazione" (o "focalizzazione") è la messa in rilievo del rema (anche detto "focus", come si è visto sopra).
Le lingue adottano diversi sistemi per mettere in rilievo un elemento dell'enunciato. Oltre alle risorse di tipo soprasegmentale (intonazione, pause ecc.), ne esistono di tipo sintattico (posizione dell'elemento nell'enunciato) e morfologico (uso di morfi dedicati).
Le rematizzazioni sono ottenute soprattutto attraverso dislocazioni e frasi scisse.

## Strategie di messa in rilievo

### Risorse sintattiche
Se la tipologia sintattica di una lingua è SOV o SVO, e quindi il soggetto è al primo posto, una frase non marcata vedrà il tema al primo posto (anche se spesso il tema è accompagnato da una speciale intonazione). Attraverso una messa in rilievo, è possibile eventualmente dislocare un elemento in posizione marcata. Queste strategie di ordine sintattico sono spesso accompagnate dall'adozione, nel parlato, di speciali pause.

#### Dislocazioni
Una tipica risorsa sintattica per la tematizzazione è la dislocazione (in lingua italiana, un esempio tipico di tematizzazione è la dislocazione a sinistra). Rispetto alla frase non marcata:
Non mangio carne.
viene dislocato a sinistra l'elemento che si intende tematizzare, con ripresa anaforica:
Carne, non ne mangio.
La dislocazione può anche avvenire a destra:
Non ne mangio, carne.
In questo caso, la dislocazione a destra di carne opera una rematizzazione (cioè una messa in rilievo del rema), mentre il pronome ne ha funzione cataforica per il tema. La virgola è un accorgimento grafico che riproduce approssimativamente una pausa ed evidenzia un confine tra costituenti.
Ecco un altro esempio in cui ruolo sintattico e ruolo pragmatico del soggetto non confliggono:
Paolo ha preso il martello.
Qui Paolo è, dunque, tema, mentre l'oggetto diretto (il martello) è rema. Si veda ora:
Il martello, l'ha preso Paolo.
In questo caso, è l'oggetto diretto (il martello) a essere tema. La tematizzazione è avvenuta attraverso una dislocazione a sinistra: si è cioè collocato il martello in posizione preverbale, per poi effettuare una ripresa anaforica (lo → l'). Inoltre, dal punto di vista prosodico, viene frapposta una leggera pausa, che tende ad evidenziare ancora meglio il martello.
La lingua francese è particolarmente ricca di risorse sintattiche per operare una messa in rilievo. In particolare, qualunque elemento può essere messo in rilievo dislocandolo a sinistra o a destra della posizione che avrebbe in una frase non marcata. La frase non marcata:
Je n'arrive pas à trouver ce livre.
può essere rimodulata in tutti i seguenti modi:
Moi, je n'arrive pas à trouver ce livre.
Ce livre, je n'arrive pas à le trouver.
Trouver ce livre, je n'y arrive pas.
Queste sono tutte dislocazioni a sinistra. Dislocando a destra, si ottiene:
Je n'arrive pas à le trouver, ce livre.
Je n'arrive pas à trouver ce livre, moi.
Je n'y arrive pas, à trouver ce livre.

#### Frasi scisse
La frase scissa è un costrutto che mette in evidenza una parte dell'enunciato, come ad esempio in:
Sono io che ringrazio te.
Il procedimento di messa in rilievo causa una scissione in frase reggente e subordinata, e quindi un sintagma discontinuo.
Le frasi scisse possono essere esplicite o implicite.
Per esempio, a partire da un enunciato come: "I bambini non dormono", si ottiene la frase scissa esplicita: "Sono i bambini che non dormono", isolando l'elemento da mettere in evidenza (elemento scisso, in genere il soggetto come per i bambini), combinato al verbo essere.
Altri esempi sono:
È te che voglio.
O anche:
Sono io che non vengo!
Analogamente, in inglese, è possibile dire: 
Is this what you wanted?
E, in francese:
C'est cette fille que j'aime.
L'elemento scisso è ripreso dal pronome che, il quale introduce una proposizione relativa: negli esempi visti sopra, le frasi "che non dormono", "che voglio", "che non vengo". Si forma quindi un costrutto con reggente e subordinata. Il nuovo costrutto, che non rispetta l'ordine privilegiato soggetto-verbo-oggetto, è frutto di uno spostamento simile a quello della dislocazione a sinistra.

Il ruolo di che non è limitato a quello di pronome relativo, ma si può avvicinare a quello di congiunzione: "È con te che sto parlando, non con Lucia", "È che domani vado a Treviso", "Dov'è che vai?". Ancora, ma con ricorso ad una speciale intonazione e ad uno specifico demarcatore (sì): 
Io sì che ci andrei!
È inoltre possibile semplificare l'enunciato ricorrendo ai meccanismi della subordinazione implicita con uso della preposizione "a".
Così, a partire dal costrutto "normale", cioè non marcato: "I bambini non dormono", si otterrà, con l'uso dell'infinito, la seguente frase scissa implicita: "Sono i bambini a non dormire".
Dato che la subordinazione implicita con l'infinito comporta un impoverimento della struttura temporale nella subordinata, il verbo essere della reggente dovrà riprendere il tempo verbale della frase non marcata.
Ad esempio, da:
I bambini non dormivano (imperfetto indicativo),
si avrà:
Erano i bambini a non dormire (imperfetto indicativo).
Le frasi scisse possono essere utilizzate non solo per mettere in rilievo il rema (rematizzazione), ma anche per enfatizzare il tema (tematizzazione):
ad esempio, in inglese (lingua SVO), una frase non marcata è:
The dog bit the little girl.
In essa, the dog è soggetto e anche tema. Se però si vuole tematizzare the little girl si può - in inglese come in italiano - adottare la diatesi passiva del verbo:
The little girl was bitten by the dog.
Un modo alternativo per tematizzare l'elemento the little girl è il seguente:
As for (o "As to") the little girl, the dog bit her.
Anche questo tipo di tematizzazione che può riscontrarsi anche in lingua italiana:
Quanto alla bambina, è stata morsa dal cane.

### Risorse prosodiche

#### Rematizzazioni a sinistra
La topicalizzazione contrastiva (o "rematizzazione a sinistra") è la messa in rilievo del rema attraverso strumenti prosodici.
Si prenda la seguente frase:
IL MARTELLO ha preso Paolo!
In questo caso, la parte in maiuscolo viene pronunciata con un accento detto "contrastivo" (una intonazione marcata). La frase risponderebbe ad una domanda come:
Cos'ha preso [REMA] Paolo [TEMA]?
Si tratta di una rematizzazione a sinistra è il suo scopo è quello di focalizzare il rema. Di fronte, invece, alla domanda
Chi ha preso [REMA] il martello [TEMA]?
la risposta sarebbe:
PAOLO ha preso il martello!
Anche qui, attraverso una rematizzazione a sinistra si ottiene la focalizzazione del rema.
A differenza delle dislocazioni a sinistra, le rematizzazioni, in italiano, non prevedono la ripresa anaforica. Inoltre, mentre le dislocazioni a sinistra mettono in risalto il tema, nelle rematizzazioni contrastive viene messo in risalto il rema. Così, in LUIGI canta, LUIGI è l'elemento rematico (probabilmente in risposta a Canta Mario stasera?), mentre in canta, Luigi, il soggetto ha valore tematico, anche se preceduto dal verbo (e la virgola esprime tanto la pausa quanto l'abbassamento di tono dedicato al soggetto tematico): l'affermazione potrebbe rispondere alla domanda E questo Luigi [TEMA] cosa suona in questo gruppo [REMA]?.

### Morfi dedicati
Per quanto riguarda i morfi dedicati, si veda la lingua somala. In essa, esistono due morfi, waa e baa (cui vanno aggiunti una serie di allomorfi). Waa viene collocato a sinistra del sintagma nominale che tematizza, baa a destra. Così, ad esempio, di fronte alla domanda
Yaa yimid?
cioè "Chi è venuto?", si può rispondere:
Cali baa yimid.
Il significato letterale della risposta è "Cali←[TEMA] è-venuto", quindi "Chi è venuto è Cali", ossia "Cali è venuto". Se invece la domanda fosse
Cali muxuu sameeyay?
cioè "Che ha fatto Cali?" (ma letteralmente: "Cali che-cosa ha-fatto?"), verrebbe allora tematizzato l'oggetto della domanda:
Cali wuu yimid.
cioè "Cali [TEMA]→è-venuto", quindi "Quel che Cali ha fatto è venire", ossia "Cali è venuto".

## Il piano pragmatico: "dato e nuovo"
Si tende per lo più a distinguere tra i concetti di tema e rema, da un lato, e di dato e nuovo, dall'altro. Paolo D'Achille sottolinea che mentre tema e rema ineriscono alla "struttura informativa", dato e nuovo "chiamano in causa il contesto verbale o situazionale e quindi fanno riferimento al piano più propriamente pragmatico". Dal canto suo, Raffaele Simone argomenta che il tema è scelto dall'emittente, che inquadra in tal modo l'argomento della propria frase, mentre dato e nuovo rappresentano una "opposizione incentrata sul ricevente", al quale viene annunciata l'introduzione di elementi di novità sul piano informativo.
Due esempi in cui è possibile distinguere tema e rema, da un lato, e dato e nuovo, dall'altro:
Hai presente [REMA] Luigi [TEMA]? Adesso [TEMA] vive in America [REMA].
La domanda (Hai presente Luigi?) è [DATO], mentre [NUOVO] è rappresentato dalla notizia (Adesso vive in America). Come si vede, i due piani sono distinguibili. Ancora:
[A] Who is coming?
[B] John [TEMA]/[NUOVO] is coming [REMA]/[DATO].
In genere, comunque, le due opposizioni finiscono quasi sempre per coincidere (tema con dato e rema con nuovo).